# ペール・カルム

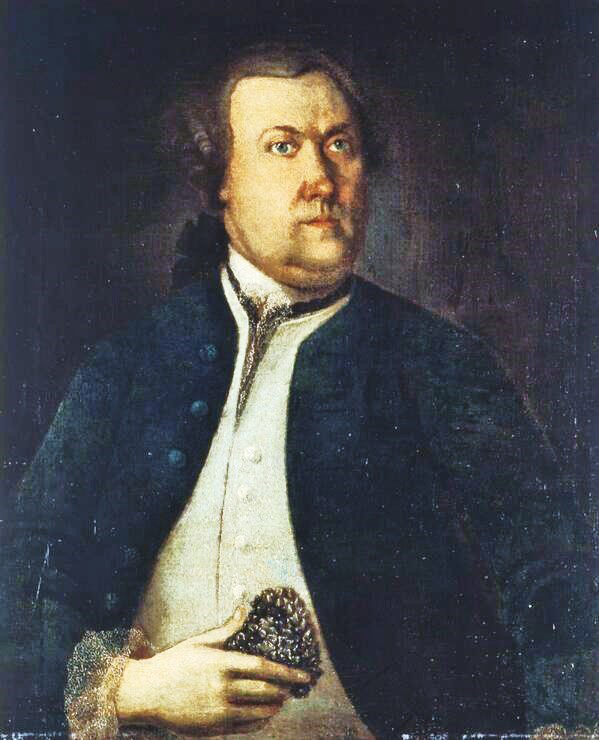
ペール・カーム

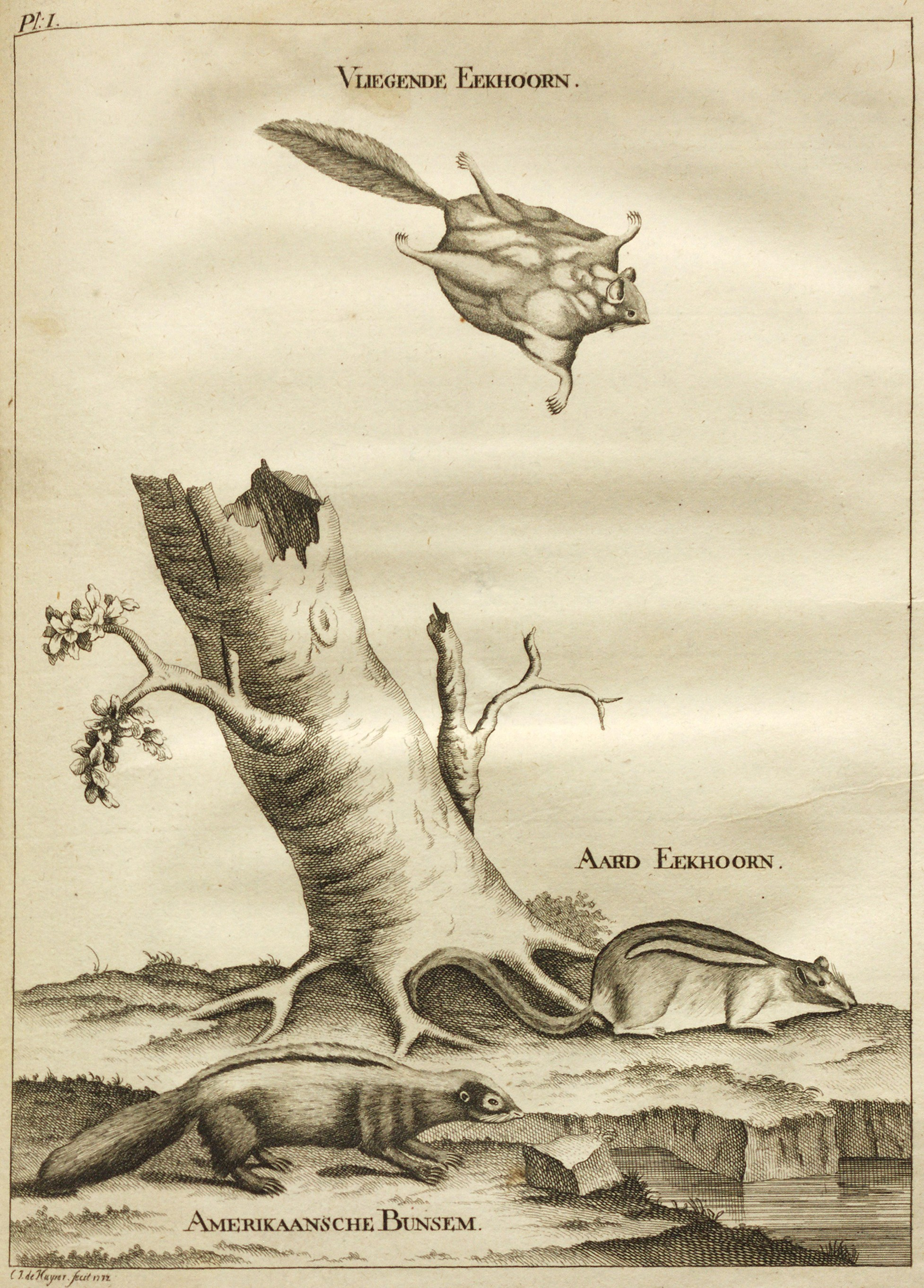
著書の図版

ペール・カルム（Pehr Kalm、フィンランドでは Pietari Kalmとも、英語表記ではPeter Kalmとも、1716年3月6日 – 1779年11月16日）は、フィンランドからスウェーデンに逃れてきた両親を持つスウェーデンの博物学者、探検家である。「リンネの使徒たち」（apostles of Carl Linnaeus）と呼ばれる海外で植物を集めた、カール・フォン・リンネの弟子の重要な1人である。1747年にスウェーデン王立科学アカデミーの依頼を受けて、北アメリカに渡り、有用農産物の種子や苗を持ち帰った。北アメリカの事物に関する多くの科学的な著作を行い、その中にはナイアガラの滝についてや、周期ゼミに関する記述が含まれる。

## 略歴
スウェーデンのオンゲルマンランド（Ångermanland）に生まれた。両親は大北方戦争中にフィンランドから避難していた。父親はペールが生まれた6ヶ月後に死に、その後、父親が牧師をしていたフィンランドの現在のポフヤンマー県のナルペスに母親と戻った。1735年からオーヴォ・アカデミーで学び、1740年にウプサラ大学に入学し、リンネのもとで学んだ最初の学生の1人となった。ウプサラでは、彼を支援してくれたカール・ビエルク男爵の実験農園の監督として働いた。
トゥルク大学の自然史と農学の講師に任命され、1742年から1746年の間、スウェーデン、ロシア、ウクライナで野外研究を行い、1747年に農学の教授に任じられた。1745年にスウェーデン王立科学アカデミーの会員に選ばれ、リンネとアカデミーの要請で有用植物の導入のために北アメリカに派遣された。特にフィンランドで絹の生産を行うため必要な桑の導入が望まれていた。イギリスに立ち寄り6ヶ月ほど植物学者たちと交流した後、1748年にアメリカのフィラデルフィアに渡った。ベンジャミン・フランクリンや博物学者のジョン・バートラムの支援を受けた。元のスウェーデン人入植地の一部であるニュー・ジャージーのラクーン（現在のスウェズボロ）のスウェーデン人コミュニティーを拠点に各地の探検を行い、ラクーンではトリニティ・チャーチの牧師としても働いた。後に前任の牧師の未亡人と結婚した。ラクーンには1749年の5月まで滞在した。
西へはナイアガラの滝、北へはモントリオール、ケベックまで調査し、1751年にフィンランドに帰国した。トゥルク大学の教授として働き、トゥルクの植物園を設立した。
カルムの北米の旅行の記録は"En Resa til Norra America"(Stockholm, 1753–1761)として発表され、ドイツ語、オランダ語、フランス語、英語に翻訳され出版された。動物、植物についてだけでなく、原住民の生活やイギリスやフランスの植民地の生活も紹介している。
17年の周期で大量発生する「周期ゼミ」（Magicicada septendecim）に関する最初の論文を書いた。リンネは『植物の種』(Species Plantarum)の中の90の種についてカームを引用し、そのうち60種は新種であった。ツツジ科のカルミア属（Kalmia）に名前が付けられた.。
2011年にフィンランド造幣局から10ユーロの記念銀貨が発行された。その他、小惑星(2332) Kalmはカルムの名前にちなんで命名された。